# Patinação artística na Universíada de Inverno de 2009
As competições de patinação artística na Universíada de Inverno de 2009 foram disputadas no Centro Internacional de Conferências e Exibições (CICE) em Harbin, China entre 21 e 24 de fevereiro de 2009.

## Calendário
| Patinação artística    | Fevereiro | Fevereiro | Fevereiro | Fevereiro | Fevereiro | Fevereiro | Fevereiro | Fevereiro | Fevereiro | Fevereiro | Fevereiro | Fevereiro |
| Patinação artística    | 17        | 18        | 19        | 20        | 21        | 22        | 23        | 24        | 25        | 26        | 27        | 28        |
| ---------------------- | --------- | --------- | --------- | --------- | --------- | --------- | --------- | --------- | --------- | --------- | --------- | --------- |
| Individual masculino   |           |           |           |           |           | 1         |           |           |           |           |           |           |
| Individual feminino    |           |           |           |           |           |           |           | 1         |           |           |           |           |
| Duplas                 |           |           |           |           |           | 1         |           |           |           |           |           |           |
| Dança no gelo          |           |           |           |           |           |           | 1         |           |           |           |           |           |
| Patinação sincronizada |           |           |           |           |           |           |           | 1         |           |           |           |           |

|  | Treino não oficial |  | Treino oficial |  | Dia de competição |  | Dia de final |

## Medalhistas
| Evento                            | Ouro                                         | Prata                                      | Bronze                                     | Ref.  |
| --------------------------------- | -------------------------------------------- | ------------------------------------------ | ------------------------------------------ | ----- |
| Individual masculino (detalhes)   | Ming Xu · China                              | Artem Borodulin · Rússia                   | Alban Preaubert · França                   | [ 2 ] |
| Individual feminino (detalhes)    | Yukari Nakano · Japão                        | Nana Takeda · Japão                        | Kiira Korpi · Finlândia                    | [ 3 ] |
| Duplas (detalhes)                 | Dan Zhang · Hao Zhang · China                | Ksenia Ozerova · Alexander Enbert · Rússia | Huibo Dong · Yiming Wu · China             | [ 4 ] |
| Dança no gelo (detalhes)          | Alexandra Zaretski · Roman Zaretski · Israel | Ekaterina Rubleva · Ivan Shefer · Rússia   | Alla Beknazarova · Vladimir Zuev · Ucrânia | [ 5 ] |
| Patinação sincronizada (detalhes) | Suécia                                       | Finlândia                                  | Rússia                                     | [ 6 ] |

## Quadro de medalhas
| Ordem | País          | Medalha de ouro | Medalha de prata | Medalha de bronze |    |
| ----- | ------------- | --------------- | ---------------- | ----------------- | -- |
| 1     | CHN China     | 2               |                  | 1                 | 3  |
| 2     | JPN Japão     | 1               | 1                |                   | 2  |
| 3     | ISR Israel    | 1               |                  |                   | 1  |
| 3     | SWE Suécia    | 1               |                  |                   | 1  |
| 5     | RUS Rússia    |                 | 3                | 1                 | 4  |
| 6     | FIN Finlândia |                 | 1                | 1                 | 2  |
| 7     | FRA França    |                 |                  | 1                 | 1  |
| 7     | UKR Ucrânia   |                 |                  | 1                 | 1  |
| TOTAL | TOTAL         | 5               | 5                | 5                 | 15 |